# Masoala nationalpark

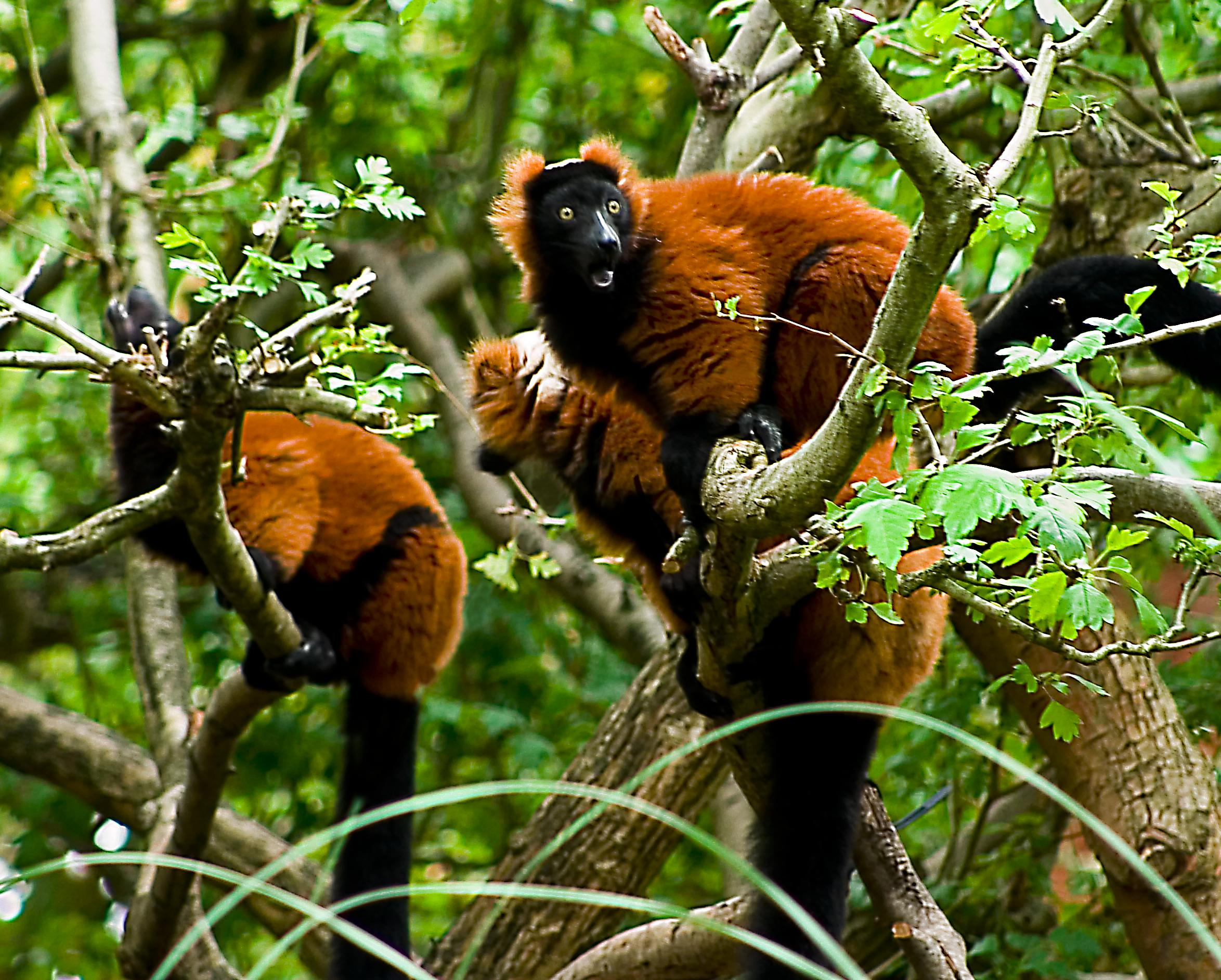
Röd vari (Varecia rubra) är endemisk för halvön.

Masoala nationalpark är en nationalpark i Madagaskar. Den ligger i den nordöstra delen av landet, 500 km nordost om huvudstaden Antananarivo. Masoala nationalpark ligger mellan havsnivån och 1 224 meter över havet. Arean är 2 300 kvadratkilometer.
Nationalparken täcker stora delar av halvön Masoala. Till parken hör även några korallrev i havet, några avskilda ställen vid östkusten och ön Nosy Mangabe. Nationalparken som inrättades 1997 är den största på Madagaskar. Enligt nationella uppgifter är den 2 300 km² stor men i verkligheten täcker den bara en yta av 2 096,325 km².[källa behövs] Sedan 2007 är flera nationalparker på Madagaskar listade i Unescos naturarvslista (se: Atsinananas regnskogar).
Bredvid regnskogen finns en del mangrove i nationalparken. Här lever flera djur som är kännetecknande för hela ön, till exempel olika lemurer, fingerdjuret, tanrekar, kameleonter, flera groddjur (bland annat tomatgrodan, Dyscophus antongilli). Lemurarten röd vari (Varecia rubra) förekommer bara här och madagaskarormörnen (Eutriorchis astur) listades redan som utdöd innan den 1993 återupptäcktes på Masoala. Även en köttätande växt från kannrankesläktet, Nepenthes masoalensis, är typisk för området.
Viken mellan halvön och Madagaskars fastland besöks mellan juli och september av knölvalar. Här får de sina ungar.
Kring nationalparken finns en övergångszon där ekologiskt skogsbruk är tillåtet. Flera utländska projekt hjälper befolkningen att lyckas med uppgiften.
Madagaskars regering satsar främst på ekoturism i nationalparken. Stora delar av besöksavgiften går till utvecklingsprojekt. I parken finns inga fasta övernattningsställen. Besökare ska antingen tälta eller starta sina dagsresor från hotell utanför parken. På grund av avsaknaden av större vägar använder turister vandringsleder eller båtturer.